# Mitrephora heyneana
Mitrephora heyneana är en kirimojaväxtart som först beskrevs av Joseph Dalton Hooker och Thomas Thomson, och fick sitt nu gällande namn av George Henry Kendrick Thwaites. Mitrephora heyneana ingår i släktet Mitrephora och familjen kirimojaväxter. Inga underarter finns listade i Catalogue of Life.